# سيلاكاوغا (حجر نيزكي)
سقط نيزك سيلاكاوغا في 30 نوفمبر 1954، في الساعة 12:46 بالتوقيت المحلي (18:46 UT) في أوك غروف، ألاباما، بالقرب من سيلاكاوغا. يطلق عليه أيضًا نيزك هودجز لأن جزءًا منه ضرب امرأة تُدعى آن إليزابيث فاولر هودجز (1920-1972).

## أهمية
نيزك سيلاكاوغا هو أول جسم موثق خارج الأرض يصيب إنسانًا. انقسم إلى قطعة بحجم الليمون الهندي التي سقطت على سطح منزل في مزرعة، وارتدت من مستقبل لاسلكي كبير، وضرب هودجز أثناء أخذها قيلولة على الأريكة حيث اخترق النيزك السقف. كانت آنا هودجز البالغة من العمر 34 عامًا قد أصيبت بكدمات شديدة على جانب واحد من جسدها، لكنها كانت قادرة على المشي. تلقى الحدث ضجة عالمية.
هناك ادعاء بأن أول شخصًا قد أصابه نيزك كان في العام 1677 في مخطوطة نُشرت في تورتونا، إيطاليا، والتي تخبر عن راهب ميلاني قتل بسبب النيزك، على الرغم من أن صحته غير معروفة. في عام 1992، أصابت شظية نيزكية صغيرة (3 جم) صبيًا أوغنديًا صغيرًا في مبالي، ولكن تم إبطائها بواسطة شجرة ولم تتسبب في أي إصابة.

## كرة نارية
كان النيزك كرة نارية مرئية من ثلاث ولايات أثناء خطها في الغلاف الجوي، على الرغم من أنها سقطت في وقت مبكر بعد الظهر. كما ظهرت دلائل على انفجار جوي، حيث وصف شهود عيان سماع «انفجارات أو طفرات مدوية».

## متابعة الأحداث
وقد صادر قائد شرطة سيلاكاوجا النيزك ثم سلمه إلى القوات الجوية للولايات المتحدة . ادعى كل من هودجز ومالك منزلها، بيرتي غاي، ملكية النيزك، حيث ادعى غاي أن الصخرة سقطت على ممتلكاته. كانت هناك عروض تصل إلى 5000 دولار للنيزك.   اتفقا هودجيز وبيرتي جاي، بأن تدفع هودجز 500 دولار للصخرة. ومع ذلك، وبحلول الوقت الذي أعيد فيه إلى هودجز، بعد مرور أكثر من عام، تضاءل الاهتمام العام، ولم يتمكنوا بعد ذلك من العثور على مشتري.
كانت آن هودجز غير مرتاحة لاهتمام الرأي العام وضغوط الخلاف حول ملكية النيزك. تبرع بها لاحقًا لمتحف ألاباما للتاريخ الطبيعي في عام 1956.
في اليوم التالي للسقوط، عثر المزارع المحلي يوليوس مكيني على ثاني أكبر جزء من نفس النيزك. قام محامٍ مقيم في إنديانابوليس بشراءه لصالح معهد سميثسونيان. تمكنت عائلة مكيني من استخدام المال لشراء سيارة ومنزل.

## التجزء
عند دخول النيزك الغلاف الجوي، انقسم إلى 3 قطع على الأقل:
1. جزء هودجز ( 3.86 كيلوغرام (8.5 رطل) - ) أصاب آن إليزابيث هودجز.[10]
2. جزء مكيني ( 1.68 كيلوغرام (3.7 رطل) - ) تم العثور عليه في اليوم التالي 1 ديسمبر 1954 بواسطة يوليوس كمبيس مكيني، وهو مزارع باع شظية النيزك التي وجدها لشراء سيارة ومنزل.[9]
3. يعتقد أن جزءًا ثالثًا قد سقط على مكان ما بالقرب من شيلدرزبرج (على بعد بضعة كيلومترات شمال غرب أوك غروف).

## تصنيف
يصنف نيزك سيلاكاوغا ككوندريت عادي لمجموعة إتش 4.